# Bak Keon-woo
Bak Keon-woo(kor. 박건우; * 9. August 2001 in Seoul) ist ein südkoreanischer Fußballspieler.

## Karriere

### Verein
Bak Keon-woo erlernte das Fußballspielen in der Schulmannschaft der Kwangjang Elementary School, in der Jugendmannschaft der Pohang Steelers sowie in der Universitätsmannschaft der Korea University. Seinen ersten Vertrag unterschrieb er am 3. Januar 2022 bei seinem Jugendverein Pohang Steelers. Der Verein aus Pohang spielte in der ersten koreanischen Liga. Am 1. August 2022 wechselte er auf Leihbasis zum japanischen Erstligisten Sagan Tosu. Sein Profidebüt für den Verein aus Tosu gab er am 20. August 2022 (26. Spieltag) im Auswärtsspiel gegen Hokkaido Consadole Sapporo. Bei dem 2:1-Erfolg wurde er in der 90.+3 für Yōichi Naganuma eingewechselt. Insgesamt kam er auf zwei Einsätze in der ersten Liga. Nach der Ausleihe kehrte er im Dezember 2022 nach Pohang zurück. Für die Steelers kam er zweimal in der Liga zum Einsatz. Im Januar 2024 ging er wieder nach Japan. Hier unterschrieb er einen Vertrag beim Zweitligisten Ehime FC.

### Nationalmannschaft
Bak Keon-woo spielte von 2016 bis 2019 für Jugendnationalmannschaften der U15, U16, U17 und U18.